# Walter Herdeg
 (mars 2023).
Walter Herdeg, né le 3 janvier 1908 à Zurich et mort le 17 décembre 1995 à Meilen,, est un graphiste et éditeur suisse. Dans les années 1930 il se fait remarquer par son utilisation audacieuse des photomontages dans ses affiches avant de concevoir la maquette de la revue Graphis en 1944.